# 板倉陽一郎
板倉 陽一郎（いたくら よういちろう、1978年〈昭和53年〉 - ）は、日本の弁護士、情報学者。専門は知的財産権、個人情報保護法。2010年より2012年まで、消費者庁に出向し、同庁で個人情報保護推進室担当の政策企画専門官を務めた。

## 来歴
千葉県千葉市生まれ。1997年、千葉県立千葉高校卒業。2002年、慶應義塾大学総合政策学部卒業、2004年、京都大学大学院情報学研究科博士前期課程修了（情報学修士）。同年12月、中央大学研究開発機構客員研究員（2007年3月まで）
2007年1月、慶應義塾大学SFC研究所上席所員（2007年11月まで）、慶應義塾大学法科大学院専門職学位課程修了 (法務博士(専門職))。同年10月、司法試験合格。2008年、司法修習修了（新第61期）、弁護士登録（ひかり総合法律事務所）。
2017年4月、理研AIP客員主管研究員、2018年5月、国立情報学研究所客員教授。2020年5月、大阪大学社会技術共創研究センター招へい教授。

## 著書

### 執筆
- 板倉陽一郎 著「混淆が生み出す法運用問題」、出口弘、田中秀幸、小山友介 編『コンテンツ産業論 混淆と伝播の日本型モデル』東京大学出版会、2009年9月。ISBN 9784130402477。
- 松江頼篤、近藤健太、黒澤圭子 ほか 編『事件類型別　弁護士実務ハンドブック』ぎょうせい〈東弁協叢書〉、2011年3月。ISBN 9784324092705。
  - 松江頼篤、近藤健太、黒澤圭子 ほか 編『事件類型別　弁護士実務ハンドブック』（改訂版）ぎょうせい〈東弁協叢書〉、2016年10月。ISBN 9784324101988。
- アン・カブキアン 著、JIPDEC 訳、堀部政男、日本情報経済社会推進協会 編『プライバシー・バイ・デザイン プライバシー情報を守るための世界的新潮流』日経BP社、2012年10月。ISBN 9784822210861。
- 板倉陽一郎 著「未成年者によるインターネット選挙運動」、情報ネットワーク法学会 編『知っておきたいネット選挙運動のすべて』商事法務、2013年7月。ISBN 9784785721022。
- 大島義則、森大樹、杉田育子 ほか 編『消費者行政法 安全・取引・表示・個人情報保護分野における執行の実務』勁草書房〈勁草法律実務シリーズ〉、2016年8月。ISBN 9784785721022。
- 板倉陽一郎 著「データ保護に関する法律業務は圧倒的な需要過多」、北周士 編『弁護士「好きな仕事×経営」のすすめ―分野を絞っても経営を成り立たせる手法―』第一法規、2018年7月。ISBN 9784474059955。
- 労務行政研究所 編『HRテクノロジーで人事が変わる AI時代における人事のデータ分析・活用と法的リスク』労務行政、2018年9月。ISBN 9784845283316。
- 板倉陽一郎 著「実務からみたデジタルプラットフォーム取引に関する問題提起」、中田邦博、鹿野菜穂子 編『デジタル時代における消費者法の現代化』日本評論社〈龍谷大学社会科学研究所叢書 第145巻〉、2024年2月。ISBN 9784535527898。
- 板倉陽一郎 著「ビッグ・テックの日本における代表者登記」、中川淳司、米谷三以 編『企業の技術戦略と国際公共政策』文眞堂、2024年3月。ISBN 9784830952531。

### 共著
- 日置巴美、板倉陽一郎『平成27年改正個人情報保護法のしくみ』商事法務、2015年10月。ISBN 9784785723385。
  - 日置巴美、板倉陽一郎『個人情報保護法のしくみ』（改題改定版）商事法務、2017年4月。ISBN 9784785725099。
- 山崎栄一、岡本正、板倉陽一郎『個別避難計画作成とチェックの8Step 災害対策で押さえておきたい個人情報の活用と保護のポイント』ぎょうせい、2023年7月。ISBN 9784324111239。
- 濱口桂一郎、荒川正嗣、松浦民恵、安西愈、大野博司、板倉陽一郎、宮川晃、近衞大、中山達夫、今野浩一郎 著、倉重公太朗、白石紘一 編『実務詳解 職業安定法』弘文堂、2023年7月。ISBN 9784335359439。
- 板倉陽一郎、斉藤邦史『金融機関の個人情報保護の実務』経済法令研究会、2023年10月。ISBN 9784766824902。

### 共編著
- 岡本正、山崎栄一、板倉陽一郎 編『自治体の個人情報保護と共有の実務 地域における災害対策・避難支援』ぎょうせい、2013年10月。ISBN 9784324097540。
- 中崎隆、安藤広人、板倉陽一郎 ほか 編『データ戦略と法律 攻めのビジネスQ&A』日経BP社、2018年10月。ISBN 9784822257026。
  - 中崎隆、安藤広人、板倉陽一郎 ほか 編『データ戦略と法律 攻めのビジネスQ&A』（改訂版）日経BP社、2021年8月。ISBN 9784296109920。

### 共訳
- クリス・フーフナグル 著、宮下紘・板倉陽一郎・河井理穂子・國見真理子・成原慧・前田恵美 訳『アメリカプライバシー法 連邦取引委員会の法と政策』勁草書房、2018年8月。ISBN 9784326403561。

### 共編
- 指宿信、板倉陽一郎 編『越境するデータと法 サイバー捜査と個人情報保護を考える』法律文化社、2023年10月。ISBN 9784589042873。